# DIPPR-Gleichungen
Die DIPPR-Gleichungen sind im DIPPR-801-Projekt des Design Institute for Physical Properties (DIPPR) definierte Gleichungen zur Beschreibung der Temperaturabhängigkeit diverser wichtiger physikalischer Stoffeigenschaften. Sie sind der Industriestandard in vielen Anwendungen, bei denen Stoffdaten zur Optimierung und zum Entwurf chemischer Prozesse benötigt werden (Prozesssynthese, -simulation und -entwicklung). Die DIPPR-801-Datenbank enthält Parametersätze für etwa 2000 Stoffe.

## Gleichungsformen
Die DIPPR-Gleichungen modellieren verschiedene Größen. Für jede Größe wird jeweils eine parametrisierbare Grundform der Gleichung gewählt und anschließend die Parameter an experimentelle Daten angepasst. Im Folgenden stehen die Parameter {\displaystyle a\ldots g} für die Parameter, {\displaystyle T} für die Temperatur und {\displaystyle \tau =1-{\frac {T}{T_{\mathrm {c} }}}} für die reduzierte Temperatur bzgl. einer kritischen Temperatur {\displaystyle T_{\mathrm {c} }}.
| DIPPR-Gleichung         | modellierte Größen                                                                                                   | Form |
| ----------------------- | --- | --- |
| 100                     | Korrelation von Wärmekapazitäten von Feststoffen und Flüssigkeiten, thermischen Leitfähigkeiten und Feststoffdichten | {\displaystyle v=a+b\cdot T+c\cdot T^{2}+d\cdot T^{3}+e\cdot T^{4}} |
| 101                     | Sättigungsdampfdruck und Viskosität                                                                                  | {\displaystyle v=\exp \left({a+{\frac {b}{T}}+c\cdot \ln T+d\cdot T^{e}}\right)} |
| 102                     | thermischer Leitfahigkeiten und Viskositäten von idealen Gasen                                                       | {\displaystyle v={\frac {a\cdot T^{b}}{1+{\frac {c}{T}}+{\frac {d}{T^{2}}}}}} |
| 103                     | | {\displaystyle v=a+b\cdot \exp \left({\frac {-c}{T^{d}}}\right)} |
| 104                     | 2. Virialkoeffizienten                                                                                               | {\displaystyle v=a+{\frac {b}{T}}+{\frac {c}{T^{3}}}+{\frac {d}{T^{8}}}+{\frac {e}{T^{9}}}} |
| 105                     | Flüssigkeitsdichte und Sättigungsdampfdruck                                                                          | {\displaystyle v={\frac {a}{b^{1+\left(1-{\frac {T}{c}}\right)^{d}}}}} |
| 106                     | Verdampfungsenthalpie und Oberflächenspannung                                                                        | {\displaystyle v=a\left(1-T_{r}\right)^{b+c\cdot T_{r}+d\cdot T_{r}^{2}+e\cdot T_{r}^{3}}} |
| 107 (Aly-Lee-Gleichung) | Wärmekapazität idealer Gase                                                                                          | {\displaystyle v=a+b\left[{\frac {c/T}{\sinh \left(c/T\right)}}\right]^{2}+d\left[{\frac {e/T}{\cosh \left(e/T\right)}}\right]^{2}}                                                              |
| 114                     | | {\displaystyle v={\frac {a^{2}}{\tau }}+b-2\cdot a\cdot c\cdot \tau -a\cdot d\cdot \tau ^{2}-{\frac {c^{2}\tau ^{2}}{3}}-{\frac {c\cdot d\cdot \tau ^{4}}{2}}-{\frac {d^{2}\cdot \tau ^{5}}{5}}} |
| 115                     | | {\displaystyle v=\exp \left({a+{\frac {b}{T}}+c\cdot \ln T+d\cdot T^{2}+{\frac {e}{T^{2}}}}\right)}                                                                                              |
| 116                     | | {\displaystyle v=a+b\cdot \tau ^{0,35}+c\cdot \tau ^{\frac {2}{3}}+d\cdot \tau +e\cdot \tau ^{\frac {4}{3}}}                                                                                     |
| 119                     | Korrelation der Sättigungsdichte von Wasser                                                                          | {\displaystyle v=a+b\cdot \tau ^{\frac {1}{3}}+c\cdot \tau ^{\frac {2}{3}}+d\cdot \tau ^{\frac {5}{3}}+e\cdot \tau ^{\frac {16}{3}}+f\cdot \tau ^{\frac {43}{3}}+g\cdot \tau ^{\frac {110}{3}}}  |

Gleichungen ohne explizite Nennung einer Eigenschaft werden im Allgemeinen nur für bestimmte Stoffe und Eigenschaften verwendet, wenn die Standardgleichung unzureichend ist.